# نادي باسكونيا
نادي باسكونيا الرياضي (بالإسبانية: Club Deportivo Basconia)‏ نادي كرة قدم إسباني يلعب في دوري الدرجة الثالثة الإسباني. تم تأسيس النادي في عام 1913م.
يعد أشهر لاعب لعب في هذا النادي هو [نيكولاس ويليامز]  

## روابط خارجية
- CD Basconia